# MaK 600 D
Unter der Bezeichnung MaK 600 D baute die Firma MaK ab 1953 vierachsige Diesellokomotiven mit Stangenantrieb. Bis 1961 wurden insgesamt 58 Exemplare gebaut. Es handelt sich hierbei um die ersten Lokomotiven des als MaK-Stangenlokomotiven bekannt gewordenen ersten Nachkriegs-Typenprogramms der Firma MaK.
Die ersten 39 bis 1956 gebauten Loks hatten eine Länge über Puffer von 10.600 mm. Eine davon wurde für die Spurweite 1.067 mm gebaut. Die 19 ab 1957 gebauten Loks hatten eine Länge von 11.360 mm.
Als Nachfolgebaureihe wurde ab 1958 die MaK 650 D gebaut.
Aus der 600 D in ihrer ursprünglichen, kurzen Bauform wurde die V 65 für die DB entwickelt.

## Technik
Die eingebauten Motoren des Typ MaK MS 301 A leisten 600 PS (442 kW) bei 750/min. Es handelt sich hierbei um einen langsamlaufenden Schiffsdieselmotor mit 6 Zylindern in Reihenbauform. Die Lokomotiven erreichen je nach Getriebebauart Geschwindigkeiten bis 68 km/h bei einer Dienstmasse von 46 bis 60 t. Der Tankinhalt beträgt 1500 Liter.

## Einsatz

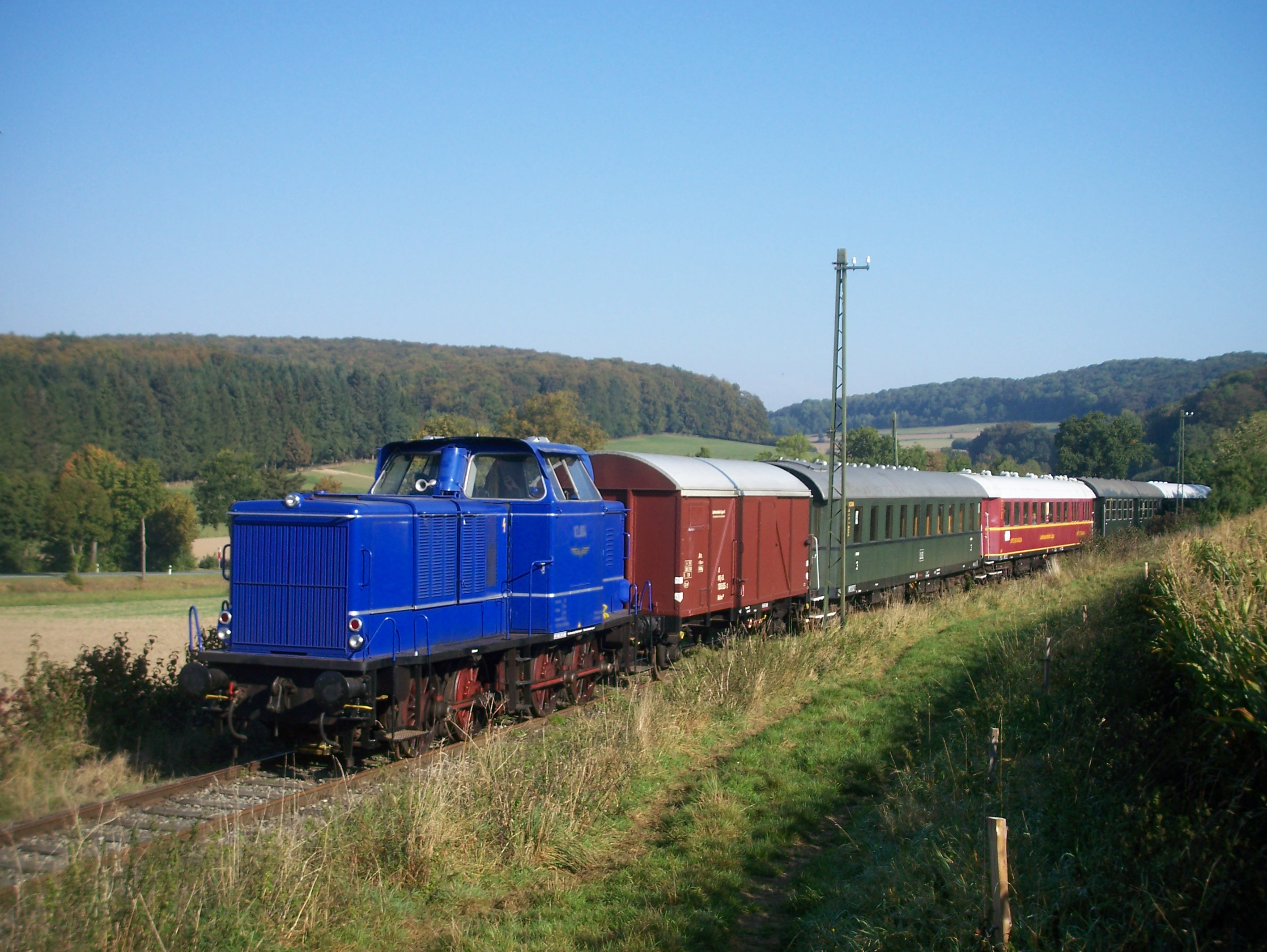
Eine Mak 600 D im Museumsverkehr auf der Extertalbahn

Insgesamt 19 Loks gingen nach Kuba; neun Loks wurden in die Türkei geliefert. Größte Abnehmer in Deutschland waren die Eisenbahn-Gesellschaft Altona-Kaltenkirchen-Neumünster und die Westfälische Landes-Eisenbahn AG, die jeweils drei Loks erhielten.

Heute sind in Deutschland noch sechs Lokomotiven erhalten. Eine davon ist V 65 „INGE“ der Brohltal-Schmalspureisenbahn Betriebs-GmbH. Sie wurde 1958 als „D 05“ an die Ahaus-Enscheder Eisenbahn geliefert. Eine weitere Lok ist die V 46-01 der Arbeitsgemeinschaft Verkehrsfreunde Lüneburg, die ursprünglich an die Kleinbahn Voldagsen–Duingen–Delligsen geliefert worden war.

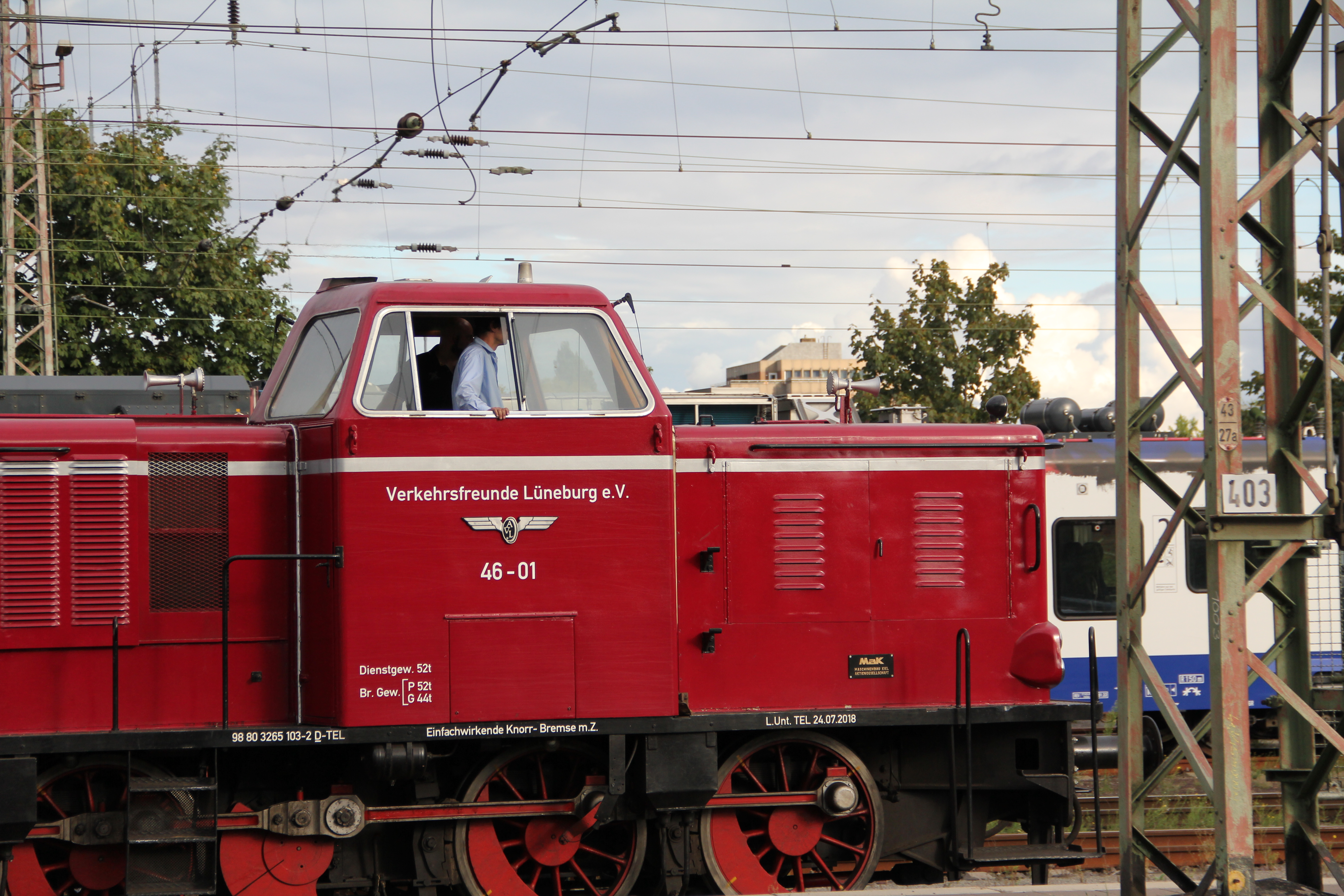
Eine Mak 600 D der Lüneburger Verkehrsfreunde